# 等電子的
化学において等電子的（とうでんしてき、英: isoelectronic）とは、元素の種類に関係なく、同数の価電子または同じ電子配置と、同じ構造（原子の数や結合様式）を持つ化学種（原子、分子、イオン）同士を指す概念である。
また、同数の価電子または同じ電子配置を持っていても、原子の数や結合が異なっている場合は等価電子的（とうかでんしてき、英: valence-isoelectronic）という語が使われる。
「これらの化合物は等電子的である」という表現は、単に上の定義を満たすということのみを意味しているわけではない。分子や電子密度の計算によって多くの一般的な物質と反応性を持つという事実から、それは重要性を持つ。既知の化学種と等電子的であるとして新たな珍しい、または変わった化学種を同定することは、その化学種の性質や反応の可能性の手掛かりを示してくれる。

## 例
N 原子と O+ ラジカルカチオンは、それぞれ価電子が5個で等しいため等電子的であると言える。同様に、K+, Ca2+, Sc3+ と Cl—, S2—, P3— は、すべて Ar 原子と等電子的である。このような単原子イオンの場合は、電荷の増加に伴い原子半径が減少するという明確な傾向が見られる。CO と N2、NO+ は、それぞれ2個の核と10個の価電子を持つため等電子的である (CO: 4+6, N2: 5+5, NO+: 5+5)。CO 分子は C—O+ と見なすほうが他2種と同じ電子配置 5+5 となるため、おそらくより正確である。
この語は、水素と同じ1個の電子を持ったイオン、水素様原子の概念をもたらす。
中性 H2C=C=O 分子と双性イオン H2C=N+=N— 分子は等電子的である。
CH3COCH3 と CH3N2CH3 は等電子的ではない。これらは同数の核と電子を持つが、結合様式が異なっている。前者は2つのメチル基がカルボニル基と結合していて平面三角形構造を取るが (H3C-C(=O)-CH3)、後者は直線形であり (H3C-N=N-CH3)、2つのメチル基は同じ窒素原子に結合していない。
アミノ酸であるシステインとセリンも、少なくとも等価電子的であると考えられている。